# Bahnhof Bubaigawara
Der Bahnhof Bubaigawara (jap. 分倍河原駅, Bubaigawara-eki) ist ein Bahnhof auf der japanischen Insel Honshū. Er wird gemeinsam von den Bahngesellschaften JR East und Keiō Dentetsu betrieben und befindet sich in der Präfektur Tokio auf dem Gebiet der Stadt Fuchū.

## Verbindungen
Bubaigawara ist ein Kreuzungsbahnhof, an dem sich zwei Linien der Bahngesellschaften Keiō Dentetsu und JR East auf unterschiedlichen Ebenen kreuzen. Die untere ist die in Ost-West-Richtung verlaufende Keiō-Linie von Shinjuku nach Keiō-Hachiōji, die obere die von Süden nach Norden führende Nambu-Linie von Kawasaki nach Tachikawa. Vom Verkehrsaufkommen her ist die Keiō-Linie die bedeutendere. Auf ihr halten sämtliche Schnell-, Eil- und Nahverkehrszüge. Diese verkehren in westlicher Richtung nach Keiō-Hachiōji und Takaosanguchi, in östlicher Richtung verkehren sie nach Shinjuku oder werden dort zur Toei Shinjuku-Linie durchgebunden. Tagsüber werden stündlich bis zu zwölf Züge angeboten, während der morgendlichen Hauptverkehrszeit sogar 15. Auf der Nambu-Linie fahren Nahverkehrszüge je nach Tageszeit alle vier bis zehn Minuten; hinzu kommen zweimal stündlich Eilzüge, die mehrere Zwischenbahnhöfe auslassen.
Bushaltestellen befinden sich auf dem südlichen Bahnhofsvorplatz; diese werden von drei Linien der Gesellschaften Chūbus und Keiō Bus Chūō bedient.

## Anlage
Der Turmbahnhof steht an der Grenze der Stadtteile Bubaichō im Westen und Katamachi im Osten, etwa ein Kilometer südwestlich des Stadtzentrums. Von Norden nach Süden ausgerichtet ist der Bahnhofteil der Keiō-Linie. Er nimmt die obere Ebene ein und besitzt zwei Gleise an vollständig überdachten Seitenbahnsteigen. Deren nördliche Hälfte ist ebenerdig, während sich die südliche Hälfte auf einem Damm befindet. Beinahe rechtwinklig dazu erstreckt sich der von Osten nach Westen ausgerichtete zweigleisige Bahnhofteil der Nambu-Linie. Dieser liegt auf der unteren Ebene in einem Einschnitt, der nach Norden hin zum Teil offen ist. Er besitzt zwei überdachte und leicht gekrümmte Seitenbahnsteige, die nur ganz im Westen die obere Ebene berühren. Aufgrund unterschiedlicher Spurweiten (1372 mm bzw. 1067 mm) besteht keine Gleisverbindung zwischen beiden Strecken.
Das eingeschossige Empfangsgebäude steht im spitzen Winkel an der Nordostecke der Streckenkreuzung. Von hier aus gelangt man direkt zum östlichen Bahnsteig der Keiō-Linie und zum nördlichen Bahnsteig der Nambu-Linie. Von der Ostseite des Empfangsgebäudes führt eine angewinkelte Fußgängerbrücke zum südlichen Bahnsteig der Nambu-Linie und zum Bahnhofsvorplatz. Der westliche Bahnsteig der Keiō-Linie ist über einen Personentunnel erreichbar. Zusätzlich verbindet eine Treppe den südlichen Bahnsteig der Nambu-Linie mit dem östlichen Bahnsteig der Keiō-Linie.
Im Fiskaljahr 2018 nutzten durchschnittlich 137.021 Fahrgäste täglich den Bahnhof. Davon entfielen 95.736 auf die Keiō-Linie und 41.285 auf die Nambu-Linie.

## Bilder

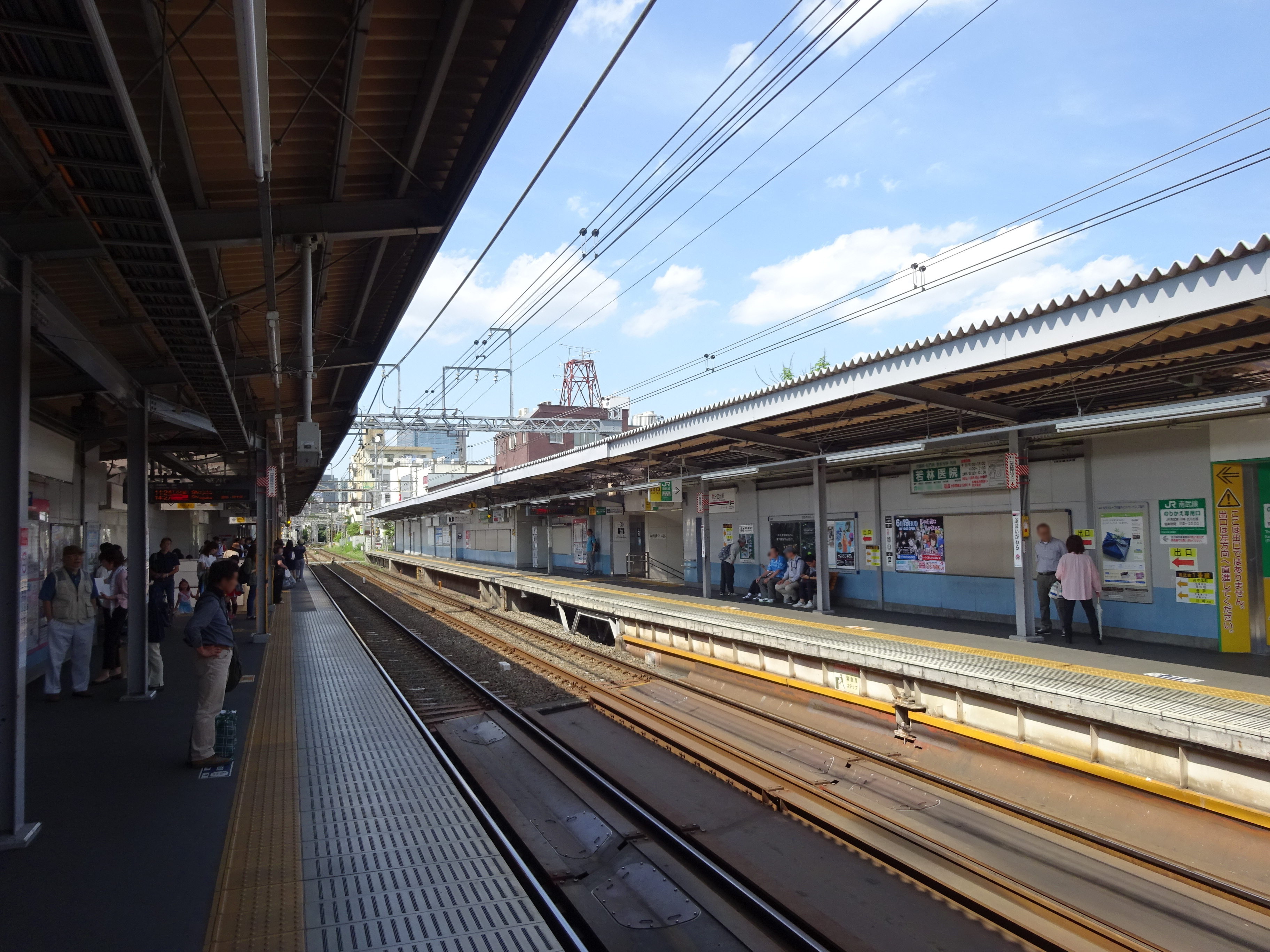
Bahnsteige der Keiō-Linie
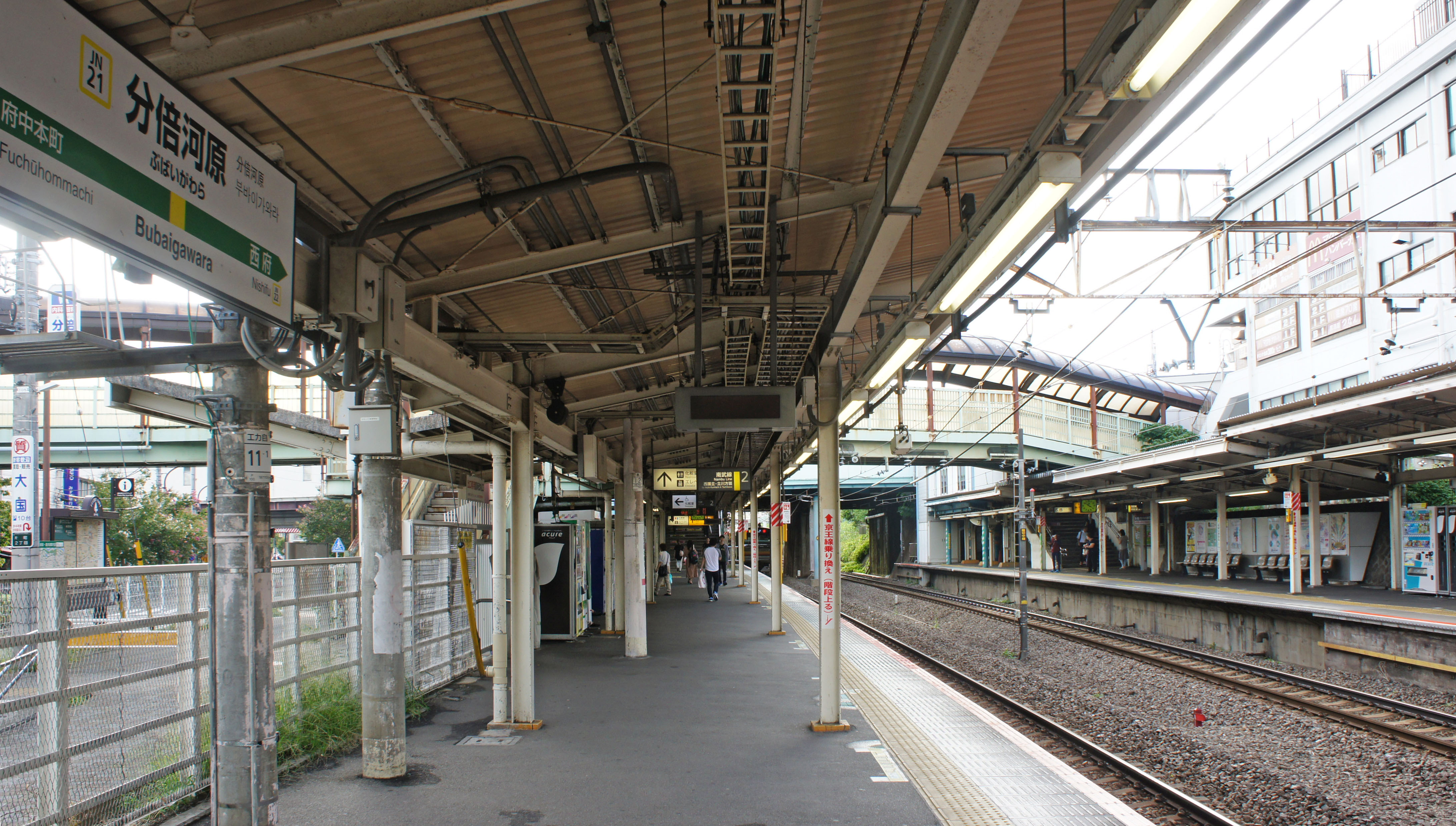
Bahnsteige der Nambu-Linie
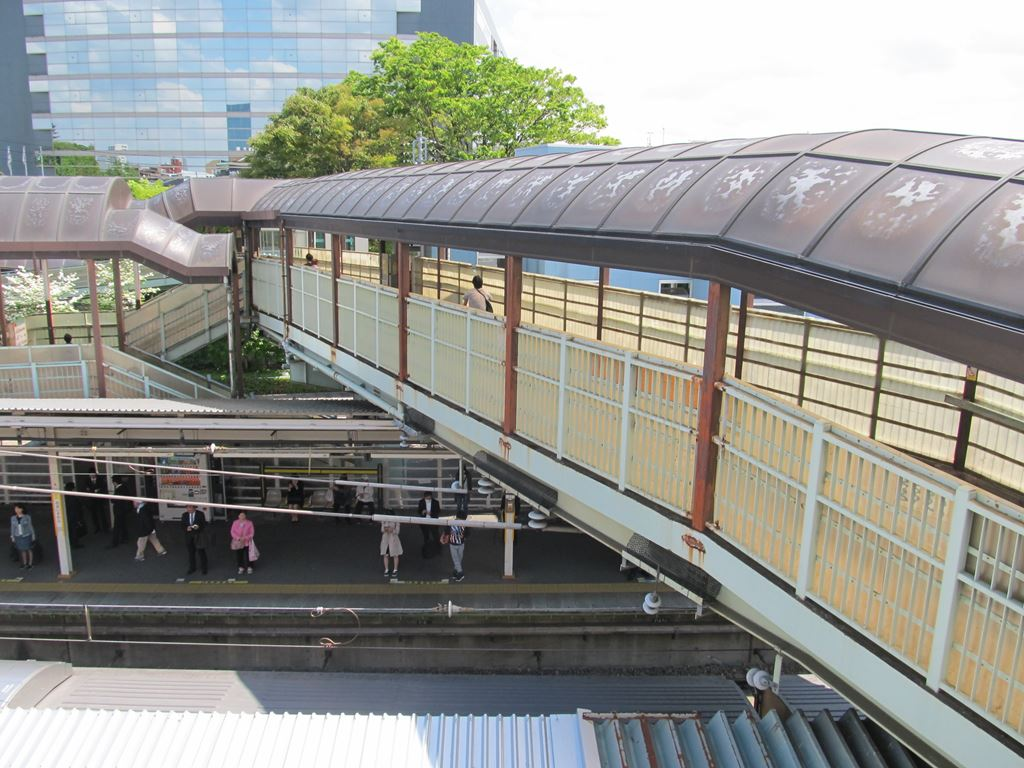
Fußgängerbrücke

## Gleise
JR East
| 1 | ▉ Nambu-Linie | Fuchū-Honmachi • Noborito • Kawasaki |
| 2 | ▉ Nambu-Linie | Tachikawa                            |

Keiō Dentetsu
| 1 | ▉ Keiō-Linie | Takahatafudō • Keiō-Hachiōji • Takaosanguchi |
| 2 | ▉ Keiō-Linie | Fuchū • Chōfu • Meidaimae • Shinjuku         |

## Linien
| Verlauf der Nambu-Linie |
| --- |
| Kawasaki • Shitte • Yakō • Kashimada • Hirama • Mukaigawara • Musashi-Kosugi • Musashi-Nakahara • Musashi-Shinjō • Musashi-Mizonokuchi • Tsudayama • Kuji • Shukugawara • Noborito • Nakanoshima • Inadazutsumi • Yanokuchi • Inagi-Naganuma • Minami-Tama • Fuchū-Honmachi • Bubaigawara • Nishifu • Yaho • Yagawa • Nishi-Kunitachi • Tachikawa Hamakawasaki-Zweigstrecke: Shitte • Hatchōnawate • Kawasaki-Shinmachi • Odasakae • Hama-Kawasaki |

| Verlauf der Keiō-Linie |
| --- |
| Shinjuku • Hatsudai • Hatagaya • Sasazuka • Daitabashi • Meidaimae • Shimo-Takaido • Sakurajōsui • Kami-Kitazawa • Hachimanyama • Roka-kōen • Chitose-Karasuyama • Sengawa • Tsutsujigaoka • Shibasaki • Kokuryō • Fuda • Chōfu • Nishi-Chōfu • Tobitakyū • Musashinodai • Tama-Reien • Higashi-Fuchū • Fuchū • Bubaigawara • Nakagawara • Seiseki-Sakuragaoka • Mogusaen • Takahatafudō • Minamidaira • Hirayamajōshi-kōen • Naganuma • Kitano • Keiō-Hachiōji |

## Geschichte
Die Gyokunan Tetsudō, eine Tochtergesellschaft des Bahnunternehmens Keiō Denki Kidō (heutige Keiō Dentetsu), eröffnete am 24. März 1925 die Strecke zwischen Fuchū und Higashi-Hachiōji (heute Keiō-Hachiōji). Dazu gehörte auch ein Bahnhof am Westrand des Stadtzentrums mit dem Namen Yashikibun (屋敷分, dt. „Herrenhaus“). Am 1. Dezember 1926 ging die Gyokunan Tetsudō in ihrer Muttergesellschaft auf, worauf die westlich von Fuchū in Kapspur (1067 mm) verlegte Strecke auf 1372 mm umgespurt und mit der Keiō-Linie verbunden wurde. Die Nambu Tetsudō (南武鉄道) verlängerte am 11. Dezember 1928 die Nambu-Linie von Ōmaru bis hierher, gleichzeitig erhielt der Bahnhof seinen heutigen Namen Bubaigawara. Dieser erinnert an zwei Schlachten (1333 während des Genkō-Kriegs und 1454 zu Beginn des Kyōtoku-Aufstands), die in der Nähe stattfanden. Eine 1988 vom Bildhauer Tominaga Naoki geschaffene Samurai-Reiterstatue auf dem südlichen Bahnhofsvorplatz stellt Nitta Yoshisada dar, den siegreichen Feldherrn der ersten Schlacht von Bubaigawara.
Am 12. März 1929 verschob die Keiō Denki Kidō ihren Bahnhof um einige Dutzend Meter an den heutigen Standort, um bessere Umsteigebeziehungen zum Bahnhof der Nambu Tetsudō zu schaffen. Diese wiederum verlängerte ihre Strecke am 11. Dezember 1929 von Bubaigawara nach Tachikawa und stellte sie damit fertig. Durch die Zwangsverstaatlichung der Nambu Tetsudō am 1. April 1944 ging die Nambu-Linie in den Besitz der staatlichen Eisenbahn über, die am selben Tag den Güterumschlag in Bubaigawara einstellte. Als Folge der Staatsbahnprivatisierung war die neue Bahngesellschaft JR East ab 1. April 1987 für diesen Bahnhofsteil zuständig.